# Unstrutaue Mühlhausen–Bad Langensalza
Die Unstrutaue Mühlhausen-Bad Langensalze ist eine Niederungslandschaft entlang der Unstrut zwischen Mühlhausen und Bad Langensalza in Thüringen (Deutschland).

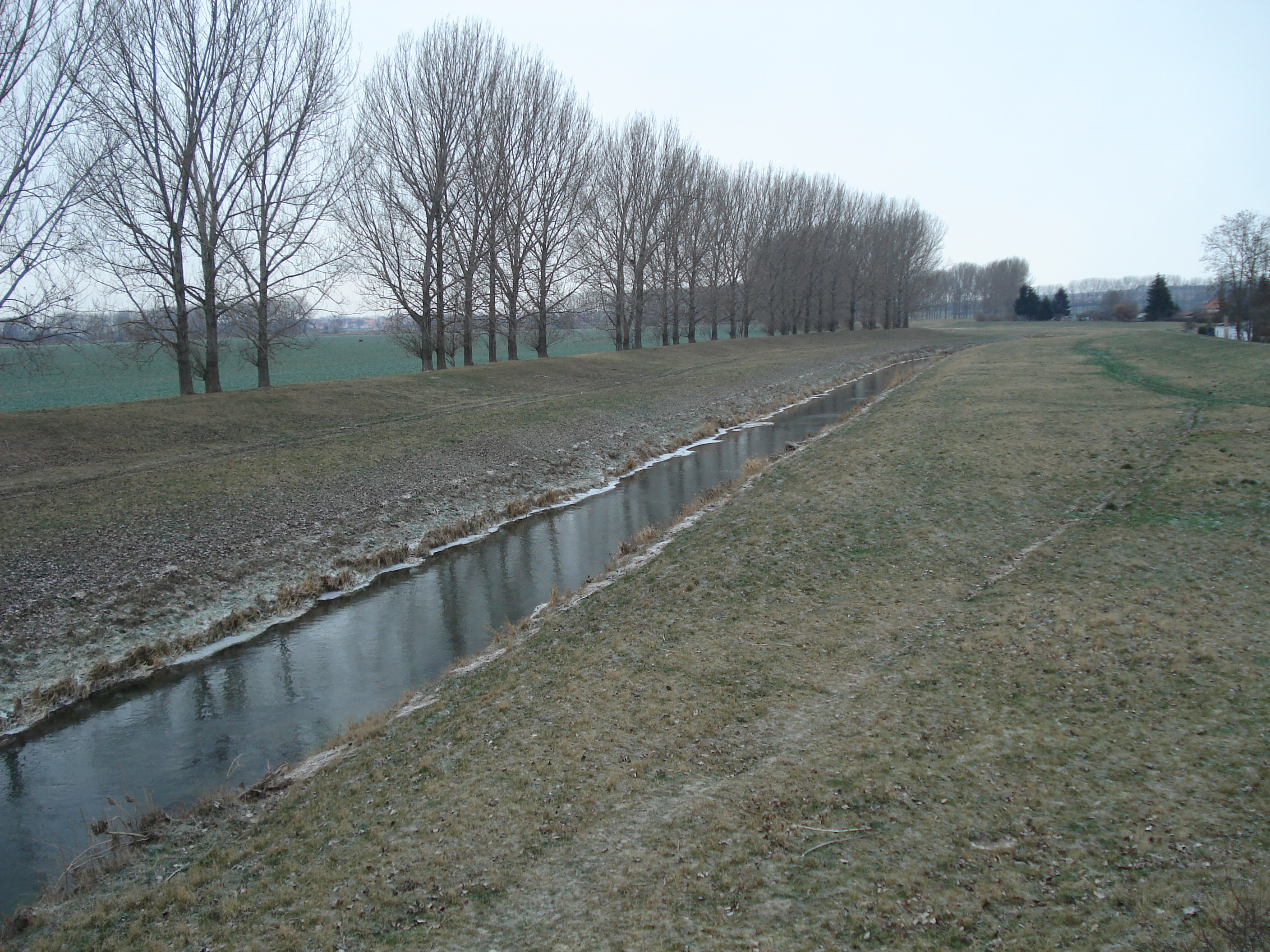
Die Landschaft an der Unstrut bei Bad Langensalza

## Geographische Lage
Die durchschnittlich zwei Kilometer breite Unstrutaue erstreckt sich zwischen Ammern nördlich von Mühlhausen  bis nach Nägelstedt östlich von Bad Langensalza im nordwestlichen Thüringer Becken. Die Höhenlage reicht dabei von etwa 220 m beim Eintritt der Unstrut bei Ammern bis etwa 170 m beim Durchbruch der Unstrut durch das Acherhügelland  bei Großvargula, wo sich weiter östlich die Gera-Unstrut-Niederung anschließt.

## Naturräumliche Zuordnung
Die Unstrutaue wird nach der naturräumlichen Gliederung der Thüringer Landesanstalt für Umwelt und Geologie (TLUG) wie folgt zugeordnet:
- 6 Auen und Niederungen
- 6.4 Unstrutaue Mühlhausen-Bad Langensalza.[1]

## Natur
Die komplett waldfreie Unstrutaue wird auf Grund ihrer guten Böden überwiegend landwirtschaftlich genutzt, zum Teil auch als Weideland. Bedeutende Landschaftsteile sind das Großengotternsche Ried, das Altengotternsche Ried und das Stadtried bei Bad Langensalza. Größere Zuflüsse zur Unstrut innerhalb der Aue sind die Luhne (re), Notter (li), Seebach (re), Welsbach (li), Salza (re) und Tonna (re).

## Verkehr
Die Aue wird etwas abseits der Unstrut in ihrer gesamten Länge von der Bundesstraße 247 und den Bahnstrecken Gotha–Leinefelde und Bad Langensalza–Kühnhausen tangiert. Der Unstrut-Radweg und der Unstrutwanderweg verlaufen ebenfalls entlang des Flusses.